# Üvegplafon
Az üvegplafon kifejezés olyan esetekben használatos, amikor egy szakképzett személy előmenetele egy szervezet hierarchiáján belül csak egy bizonyos szintig lehetséges. A vertikális szegregáció oka a hátrányos megkülönböztetés, nemi, faji, eszmei stb. alapon. Jellemzően a nők és a kisebbségek előmenetelével kapcsolatban szoktak üvegplafonról beszélni, de ide sorolható a beszéd-, látás-, hallászavaros és más fogyatékos emberek behatárolt előmeneteli lehetősége is.
Az elnevezés második felében található „plafon” szó a feljutás lehetőségének blokkoltságát fejezi ki, az „üveg” szó pedig arra utal, hogy a behatároltság nem látható egyből az elején, valamint ez egy nem hivatalos, le nem írt vezérelv. Ez a láthatatlan korlát akkor is létező dolog lehet, hogyha hivatalosan ezt nem szokás megerősíteni – nem találni olyan hirdetést, melyben ez áll: „kisebbséghez tartozók ne jelentkezzenek”. Az „üvegplafon” különbözik az egyéb előrejutást gátló tényezőktől, mint például szakmai gyakorlat vagy iskolai végzettség.